# Aulonocnemis tenebrionoides
Aulonocnemis tenebrionoides är en skalbaggsart som beskrevs av Renaud Maurice Adrien Paulian 1977. Aulonocnemis tenebrionoides ingår i släktet Aulonocnemis och familjen Aulonocnemidae. Inga underarter finns listade.